# Bättre och bättre dag för dag
"Bättre och bättre dag för dag" är en svensk revykuplett baserad på en engelsk sång från 1922 med den likartade titeln "I'm Getting Better Every Day" av Mark Strong. Den svenska texten skrevs av Anita Halldén (signaturen "S.S. Wilson") och Karl-Ewert. 
Kupletten lanserades av revykungen Ernst Rolf 1923, i dennes revy Fra Karl Johan til Lykkeland på Casino i Oslo. Året därpå hördes den i den svenska bearbetningen av samma revy, Lyckolandet, på Oscarsteatern i Stockholm. I mars 1924 sjöng Rolf också in melodin på skiva på märket Odeon.
Titeln och refrängen anspelar på den franske psykologen Émile Coués metod att genom självsuggestion (uttryckt genom frasen "Tous les jours à tous points de vue je vais de mieux en mieux" = varje dag och på alla sätt blir jag bättre och bättre) uppnå önskade psykoterapeutiska effekter.